# قانون وضعیت یهودیان
قانون وضعیت یهودیان, یا تنظیمات یهودیان (به فرانسوی: Statut des Juifs), که در زمان جنگ جهانی دوم, در تاریخ ۳ اکتبر ۱۹۴۰, توسط دولت ویشی تصویب شد، بزرگترین تغییر در وضعیت یهودیان در فرانسه بود. این قانون، که توسط وزیر دادگستری رژیم ویشی، رافائل آلیبر، و بر اساس قوانین نورنبرگ نازی‌ها نوشته شده بود، تابعیت فرانسوی را از یهودیان سلب می‌کرد. انگیزه برای تصویب این قوانین به صورت مستقل بود و توسط آلمان الزامی نشده بود. این قانون پس از تلاشی که دولت فرانسه در تاریخ ۲۲ ژوئیه ۱۹۴۰ انجام داد و تابعیت ۷۰۰۰ یهودی که پس از سال ۱۹۲۷ تابعیت فرانسه را دریافت کرده بودند، بدون برانگیختن مخالفت‌های عمومی، لغو کرد، تصویب شد.
در نتیجه این قانون، یهودیانی که شهروند فرانسه نبودند، همان روز بعد, در تاریخ ۴ اکتبر ۱۹۴۰، در اردوگاه‌ها جمع‌آوری و سپس به سمت نابودی فرستاده شدند.
این قوانین در تاریخ ۹ اوت ۱۹۴۴، پس از آزادسازی و بازگشت به قانونیت جمهوری‌خواهانه، باطل اعلام شدند.

## پس زمینه
در دهم مه ۱۹۴۰، آلمان به کشورهای غرب اروپا حمله کرد و بر بلژیک، هلند، لوکزامبورگ و فرانسه مسلط شد. در چهاردهم ژوئن ۱۹۴۰، سربازان آلمانی در خیابان‌های پاریس مارش پیروزی زدند. فرانسه به چهار بخش تقسیم شد:
- الزاس لورن که "به آلمان بازگردانده شدند"
- منطقه اشغالی
- منطقه آزادی، تحت کنترل دولت ویشی
- منطقه ایتالیایی

فرانسه اولین کشوری بود که در آن یهودیان به برابری حقوق دست یافتند، بنابراین تصویب قانون وضعیت یهودیان برای جامعه یهودی که خود را فرانسوی می‌دانست، شوک‌آور بود.

## محتوای قانون
«ما، مارشال فرانسه، رئیس دولت فرانسوی، پس از بحث در نشست شورای وزیران، موارد زیر را تعیین می‌کنیم:
ماده ۱ - هر فردی که نواده سه پدربزرگ و مادربزرگ از نژاد یهودی است یا دو پدربزرگ و مادربزرگ از این نژاد، در صورتی که همسرش خود یهودی باشد، به عنوان یهودی تلقی می‌شود.
ماده ۲ - پر کردن مشاغل دولتی یا هر یک از مشاغل ذکر شده در زیر برای یهودیان ممنوع است...»
آلمان مبدع قانونگذاری ضد یهودی دولت ویشی نبود و در مواردی، اقدامات دولت ویشی سخت‌گیرانه‌تر از خواسته‌های آلمان بوده است. کلمه "نژاد" در قانون باعث می‌شود که قانون فرانسوی افراطی‌تر از قوانین نژادی آلمانی باشد، که در آن یهودی بر اساس وابستگی دینی تعریف شده است، در حالی که در ویشی، بر اساس وابستگی نژادی تعریف می‌شود.

## پیامدهای قانون
این قانون یهودیان را از تمام مشاغل در خدمات عمومی، مدیریت موسسات دولتی، هر نقش در روزنامه‌نگاری، رادیو، سینما و از افسران در تمام شاخه‌های نظامی برکنار کرد. این قانون به دولت اجازه داد تا شهروندان از نژاد یهودی طبق این قانون را بر اساس تصمیم مقام مسئول منطقه‌شان در اردوگاه‌ها زندانی کند، یا برخلاف میل آن‌ها محل زندگی‌شان را تعیین کند.
علاوه بر این، این قانون تابعیت فرانسوی یهودیان الجزایری را لغو کرد. تنها استثنائاتی که این قانون بر آن‌ها اعمال نمی‌شد، کهنه‌سربازان جنگ‌ها با دارندگان گواهی‌نامه جنگ از سال‌های ۱۹۱۴ تا ۱۹۱۸، یا کسانی که برای جنگیدن در سال‌های ۱۹۳۹ تا ۱۹۴۰ مدال گرفته‌اند، یا اعضای «لژیون دونور» از طرف نظام بودند.